# Oppelni János
Oppelni János, Opulyai, Kropidló, Kropildó, Karapoló (? - 1421.) pannonhalmi apát.

## Élete
Sziléziai hercegi családból származó főpap. Apja Bolkó oppelni herceg, anyja Eufamia vratiszlavi hercegnő, nagybátyja Oppelni László, magyar nádor volt. 1379-től szepesi prépost, melynek jövedelméből itáliai tanulmányait végezte. 1382 poznańi, 1384-től kujáviai püspök. VI. Orbán pápa 1389-ben gnieznoi érsekévé nevezte ki, amit formálisan 1394-ig töltött be. Ekkor uralkodói nyomásra a megüresedett poznańi püspökség élére helyezte vissza a pápa, de a lengyel polgárháborús helyzet miatt nem tudta elfoglalni székhelyét, maga is fogságba esett, ahonnan csak korábbi hivatalairól való lemondása árán szabadult. Kárpótlásul a jóval kisebb jelentőségű cammini püspökséget kapta meg, amit 1398 decemberében elcserélt Kulm (Chłemnó) püspökével. Zsigmond király híveként 1402-ben újra megkapta a kujáviai püspökséget, majd 1403. január 8-tól szekszárdi apát lett, végül 1407-től pannonhalmi apátság kommendátora is. Utóbbi minőségében több pert folytatott apátsága javainak védelmében, ennek érdekében 1409-ben az uralkodóval átíratta a pannonhalmi kiváltságlevelet is. Életét az apátságtól távol élte, és 1421. március 3-án bekövetkezett halála után Oppeln domonkos templomában helyezték végső nyugalomra.